# Francis Mathew (2e comte Landaff)
Francis James Mathew, 2e comte Landaff (20 janvier 1768 - 12 mars 1833), titré vicomte Mathew de 1797 à 1806, est un pair et homme politique irlandais. 

## Biographie

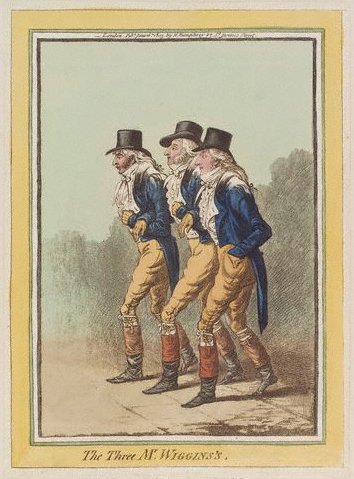
Vicomte Mathew et ses frères par Gillray, 1803: les trois M. Wiggins

Il siège pour Tipperary à la Chambre des communes irlandaise de 1790 à 1792. Il représente Callan entre mai et novembre 1796, puis à nouveau Tipperary jusqu'à l'Acte d'Union en 1801. Il est nommé chevalier de l'Ordre de Saint-Patrick le 24 novembre 1831. 
Il succède à son père comme comte en 1806 et prend sa place comme pair représentant irlandais à la Chambre des lords, tandis que son frère cadet Montague James Mathew (1773-1819) lui succède comme l'un des deux député du comté de Tipperary au Parlement britannique. 
En tant que Lord Landaff, il est un opposant à l'Union et un partisan de l'émancipation catholique, et est également "un ennemi personnel de George IV " et témoigne en faveur de la reine Charlotte concernant sa conduite devant la Cour de Naples lors de son célèbre procès. 
Lord Landaff épouse Gertrude Cecilia, une fille de John la Touche, de Kildare. Le couple est sans enfant. Il meurt de syncope à Dublin le 12 mars 1833, à l'âge de 65 ans, et les titres s'éteignent. Ses biens vont à sa sœur, Elizabeth Mathew, décédée en 1842 laissant la fortune à une cousine, la vicomte de Chabot, le fils de la sœur de sa mère Elizabeth Smyth. 